# Gaëtan Gagné
Gaëtan Gagné (1950- ) est un administrateur québécois. Il occupe, depuis mai 2001, le poste de président du conseil d'administration de L'Entraide Assurance, dont il est le président et chef de la direction depuis 1989. De 1987 à 1989, il fut chef de la direction de cette même institution financière.

## Biographie
Né à Saint-Elzéar-de-Beauce en 1950, Gaëtan Gagné a fait ses études au collège La Salle de Sainte-Marie-de-Beauce, à l’extension de l’enseignement aux universités Laval et de Toronto ainsi qu’au Babson College (en:Babson College), à Boston, où il a étudié le management, le marketing et les stratégies. Il est, depuis 1991, détenteur du titre de Fellow du LIMRA Leadership Institute (LLIF) décerné par la Life Insurance Marketing and Research Association (LIMRA) dont le siège social est situé à Hartford, au Connecticut. 
Il commença sa carrière à la Canadian Pacific Railway. Par la suite, il dirigea différents services chez Culinar (Vachon inc.). Il fut également professeur à l’éducation des adultes du Cégep de Lévis-Lauzon et au Cégep de Sainte-Foy dans le cadre du programme de lancement en affaires.
Avant de se joindre à L'Entraide Assurance, M. Gagné conseilla des entreprises manufacturières et de service en tant que propriétaire d'un cabinet-conseil en gestion du nom de Gaëtan Gagné associés inc. 

## Implication
Membre actif dans l'industrie des assurances de personnes, il siégea notamment au conseil d'administration de l'Association canadienne des compagnies d'assurances de personnes (ACCAP) de 1993-1996, où il présida le comité permanent des affaires québécoises. Il siégea également au comité permanent des services aux membres. Il occupa aussi le poste de président du Specialty Marketing Forum, un comité nord-américain d'assureurs mis en place par la Life Insurance Marketing and Research Association pour les entreprises occupant des niches particulières de marché. M. Gagné fut également membre du comité consultatif de l'inspecteur général des institutions financières du Québec.
Engagé dans sa communauté, M. Gagné fut, en 2000-2001, président du conseil d'administration de la Chambre de commerce de Québec et siégea à ce titre au conseil d'administration de la Chambre de commerce du Canada. Il occupa aussi la présidence de la Chambre de commerce et d'industrie du Québec métropolitain en 1992-1993. 
Il est, depuis mai 2001, président du conseil d'administration et président du comité exécutif de la Société Aéroport de Québec inc., gestionnaire de l'Aéroport international Jean-Lesage de Québec. Sous sa direction, l’aéroport a entrepris un projet d’investissement de plus de 100 millions de dollars et l’aéroport a réalisé une performance financière remarquable[réf. nécessaire]. Il siège à ce conseil d'administration depuis 1997. 
Il fut par ailleurs président de la 27e édition du Carnaval de Québec, président du conseil d’administration de Centraide Québec, membre fondateur de la Fondation communautaire du grand Québec et président d'honneur de plusieurs campagnes de levée de fonds pour des œuvres sociales ou humanitaires.
M. Gagné est aussi membre de la World Future Society (WFS), une association dont les recherches visent notamment à déterminer comment les développements sociaux et technologiques façonnent l’avenir.
Il est également membre de la National Association of Corporate Directors (NACD) et de l’Institut des administrateurs de sociétés (IAS). Depuis février 2009, il est aussi détenteur du titre « Chartered Director » (C. Dir.) décerné par le Directors College, une organisation conjointement mise en place par l'Université McMaster et le Conference Board du Canada.
M. Gagné siège aussi au conseil d’administration, division du Québec, du Prix du Duc d’Édimbourg Défi Jeunesse Canada. Depuis octobre 2003, il a été aussi membre du conseil d'administration du Cercle de la Garnison de Québec où il a d'ailleurs assumé les fonctions de trésorier et de membre du comité exécutif. 
En février 2009, M. Gagné a également été nommé colonel honoraire du 55e Bataillon des services du Canada dont il était le lieutenant-colonel honoraire depuis novembre 2002, M. Gagné est également membre de l’exécutif des honoraires du 35e Groupe-brigade des Forces canadiennes.
M. Gagné est par ailleurs administrateur de l’Institut de finance mathématique de Montréal (IFM2) qui se consacre à promouvoir la recherche théorique et appliquée contribuant au développement d'utilisations pratiques en finance mathématique.